# František Stalmach
František Stalmach (10. září 1903 Moravská Ostrava – 22. září 1985 Hillsburg, Manitoba, Kanada) byl český architekt.

## Život
Narodil se v rodině malíře Josefa Stalmacha (1861–1925). V roce 1924 zakončil maturitou studium na Státní vyšší průmyslové škole v Brně. V letech 1924–1927 studoval architekturu u Josefa Gočára na Akademii výtvarných umění v Praze. V roce 1929 založil se svým spolužákem Janem Hanušem Svobodou projekční kancelář „Stalmach-Svoboda“.
Byl členem Sdružení architektů a Asociace akademických architektů. Publikoval v dobových odborných časopisech Stavitel, Architekt SIA a Architektura.
Po komunistickém uchopení moci v Československu emigrovali oba společníci do Spolkové republiky Německo. František Stahlman pak v roce 1951 odešel do Kanady. Usadil se v Torontu a pracoval v projekční kanceláři Gore and Storie Consulting Engineers, později spolupracoval s Hermannem Wojtechem. Byl členem Royal Architectural Institute of Canada.

## Dílo

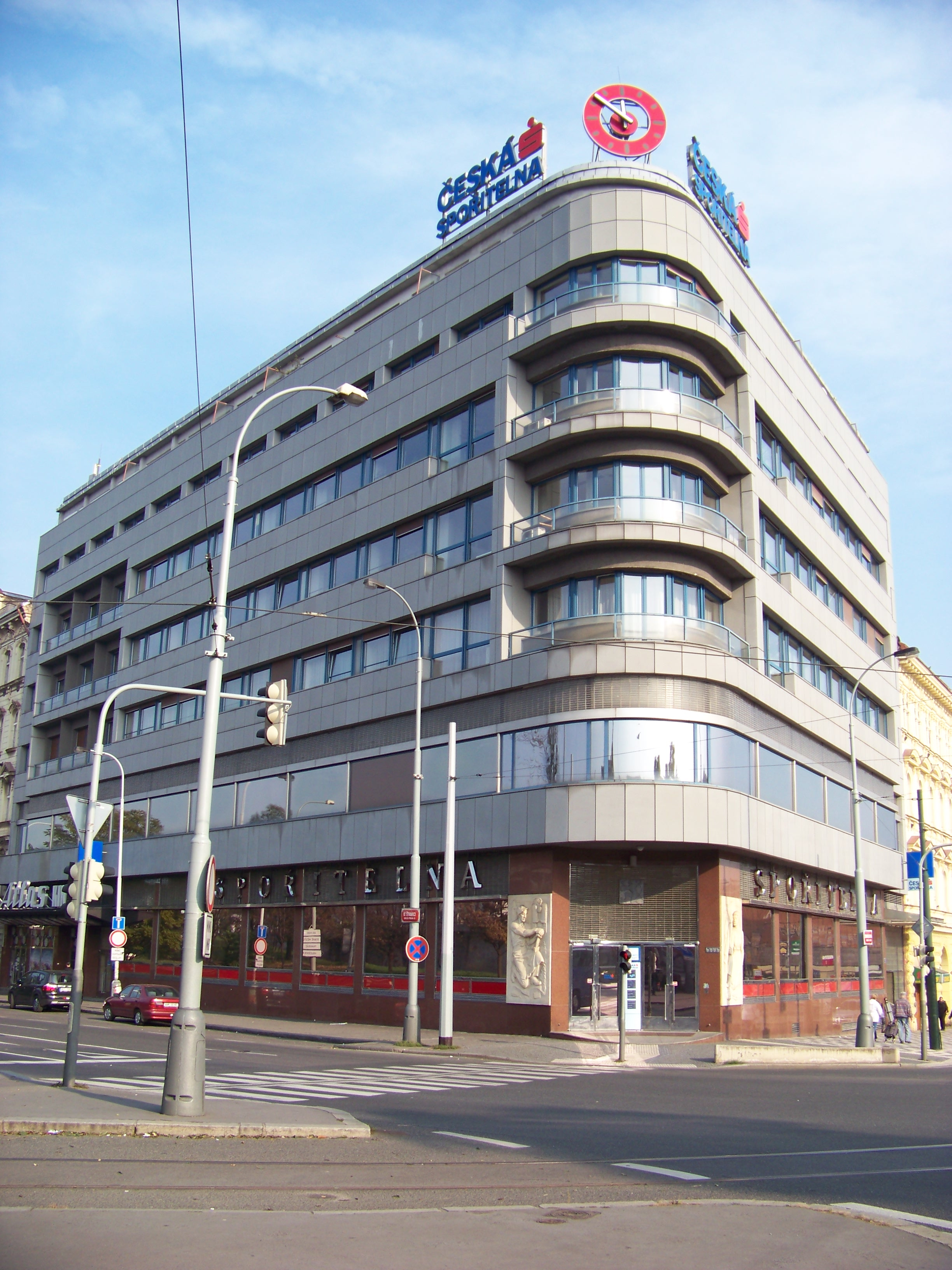
Palác Atlas, 1939–1942

### Stavby ateliéru Stalmach a Svoboda v Praze
- 1927–1928 Nájemní dům, Praha 5 – Smíchov, čp. 1789, Na Václavce 22[3]
- 1931 Nájemní dům, Praha 10 – Strašnice, čp. 1031, V Olšinách 36[3]
- 1932 Rodinný dům, Praha 5 – Hlubočepy, čp. 191, Pod Žvahovem 22[3]
- 1932–1933 Nájemní dům, Praha 3 – Vinohrady, čp. 2293, Kouřimská 30[3]
- 1939–1942 Palác Atlas, Praha 8[4]

### Stavby ateliéru Stalmach a Svoboda mimo Prahu

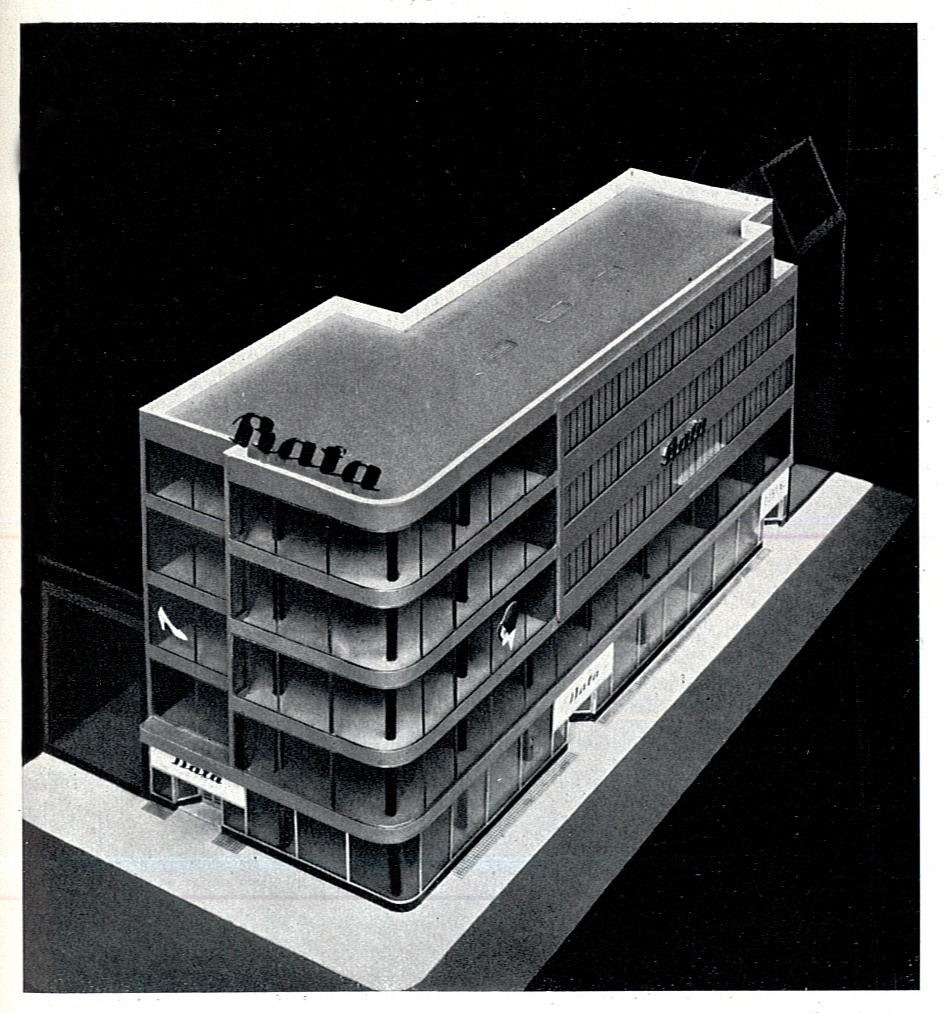
Fotografie modelu obchodního domu Baťa v Moravské Ostravě od architektů Františka Stalmacha a Jana Svobody, 1930.

- 1930–1931 Obchodní dům Baťa , Masarykovo náměstí č.p. 24/13, Moravská Ostrava[5]. Stavba je kulturní památkou číslo 12173/8-3237 (Pk•MIS•Sez•Obr•WD)
- 1932–1933 / 1938 Okresní záložna hospodářská, Kostelec nad Černými lesy
- 1932–1933 Spořitelna, Příbram
- 1932–1934 Nemocenská pojišťovna soukromých úředníků, Moravská Ostrava
- 1933–1934 Záložna, Březnice
- 1934–1936 Okresní hospodářská záložna, Havlíčkův Brod
- 1935–1936 Klášter redemptoristů, Klatovská třída 45, Plzeň, Jižní Předměstí[6]
- 1936 Okresní hospodářská záložna, Ledeč nad Sázavou
- 1937–1938 Státní spořitelna a Městský úřad, Soběslav
- 1938 Základní škola, Soběslav
- 1938 Spořitelna, Kolín
- 1938–1939 Spořitelna, Kralovice
- 1938–1939 Hospodářská záložna, Říčany
- 1938–1940 Okresní záložna, Benátky nad Jizerou
- 1940 Okresní a hospodářská záložna, Nymburk
- 1942–1943 Hotel Cristal, Železný Brod[2]

### Samostatné realizace v Kanadě

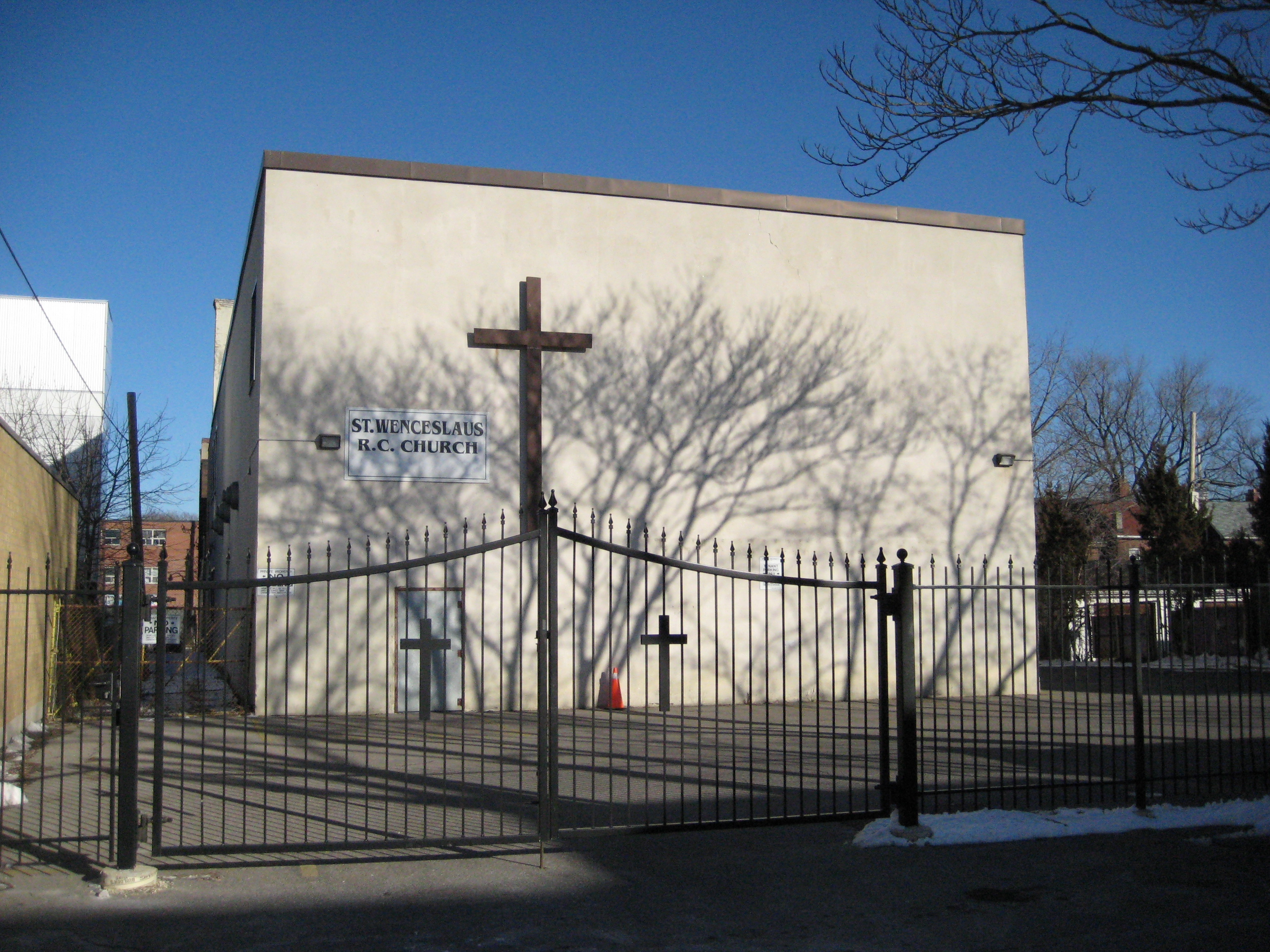
Kostel sv. Václava, Toronto, Kanada, 1963–1964

- 1956–1957 Kostel sv. Antonína, Chatham, Ontario, Kanada[7]
- 1963–1964 Kostel sv. Václava, Toronto, Kanada. Kostel vznikl přestavbou nepoužívaného skladiště.[2]